# Port lotniczy Mazar-i Szarif
Port lotniczy Mazar-i Szarif (IATA: MZR, ICAO: OAMS) – port lotniczy położony 9 km na wschód od Mazar-i Szarif, w Afganistanie.

## Linie lotnicze i połączenia
| Linie lotnicze         | Kierunek                                       |
| ---------------------- | ---------------------------------------------- |
| Ariana Afghan Airlines | 1. Kabul 2. Meszhed 3. Teheran-Imam Khomeini   |
| Kam Air                | 1. Islamabad 2. Kabul 3. Teheran-Imam Khomeini |